# Гумл, Вацлав
Вацлав Гумл (чеш. Václav Huml; 18 сентября 1880, Бероун — 6 января 1953, Загреб) — чешско-хорватский скрипач и музыкальный педагог.
Окончил Пражскую консерваторию (1899), ученик Отакара Шевчика. Ещё студентом играл в струнном квартете консерватории (примариус Ян Кубелик). Затем в течение трёх лет проходил военную службу, а в 1902—1903 гг. работал во Львове как концертмейстер городского оркестра, выступал также как ансамблист.
С 1903 года и до конца жизни в Загребе. В 1919 году был одним из основателей Загребского квартета. С 1921 года и до своей смерти был профессором Загребской музыкальной академии. Среди учеников Гумла — Льерко Шпиллер, Златко Балокович и другие ведущие скрипачи хорватского происхождения; в общей сложности Гумл воспитал около 200 учеников.
С 1977 года в память о Вацлаве Гумле проводится Международный конкурс скрипачей.